# Dita
Dita je žensko osebno ime.

## Izvor imena
Ime Dita je različica ženskega osebnega imena Edita.

## Pogostost imena
Po podatkih Statističnega urada Republike Slovenije je bilo na dan 31. decembra 2007 v Sloveniji številoženskih oseb z imenom Dita: 18.

## Osebni praznik
Dita lahko goduje takraz kot Edita.

## Znana imena
Dita Von Teese - ameriška igralka in manekenka